# Alison Doody
Pour les articles homonymes, voir Doody.
Alison Doody est une actrice irlandaise. Elle est principalement connue pour avoir joue le role d'Elsa Schneider dans Indiana Jones et la dernière croisade (1989) et pour sa participation à la mini-série Allan Quatermain et la Pierre des ancêtres (2004), également intitulée Les Mines du roi Salomon.

## Biographie

### Jeunesse
Alison Doody est la benjamine d'une famille de trois enfants. Sa mère, Jeanne, était esthéticienne tandis que son père, Patrick, travaillait dans l'immobilier et l'élevage. Elle a étudié à la Mount Anville Secondary School (en) de Dublin.

### Débuts
Repérée par un photographe, elle devient mannequin et participe également à plusieurs spots publicitaires, notamment pour Dr Pepper. En 1984, elle attire l'attention d'un directeur de casting et décroche son premier rôle, celui de Jenny Flex dans Dangereusement vôtre. Âgée de dix-neuf ans au moment du tournage, elle devient et demeure la plus jeune James Bond girl de la saga. Peu après, elle est citée parmi les douze « talents à suivre de 1986 ».
En 1987, Alison Doody obtient un rôle muet dans The Secret Garden (en), adaptation télévisée avec Derek Jacobi du roman Le Jardin secret de Frances Hodgson Burnett. Elle interprète également une tueuse de l'IRA dans L'Irlandais, face à Mickey Rourke, Alan Bates, Bob Hoskins et Liam Neeson. L'année suivante, elle partage l'affiche du thriller Taffin (en) avec Pierce Brosnan et participe à un épisode de la série Monstres et Merveilles, créée par Jim Henson, aux côtés de John Hurt, Dawn French et Jennifer Saunders.

### La consécration
En 1988, alors qu'elle a vingt-deux ans, Steven Spielberg lui offre le premier rôle féminin d'Indiana Jones et la Dernière Croisade sorti en 1989, où elle vampe à la fois Harrison Ford et Sean Connery, dans un rôle ambigu dont la beauté froide rappelle celle de Tippi Hedren. Alison Doody fait alors la une de nombreux magazines dont Marie France et Harper's & Queen.
Steven Spielberg dira d'elle : « Alfred Hitchcock, fasciné par les blondes à la beauté classique et dont l'apparence glacée recèle des torrents de passion, aurait consacré des films entiers à Alison Doody. »

### L'après Indiana
Entre 1990 et 1994, Alison Doody participe à diverses séries télévisées et téléfilms en Grande-Bretagne, notamment dans Selling Hitler (en) avec Jonathan Pryce et Duel of Hearts (en) avec Geraldine Chaplin et Michael York. Ayant déménagé à Hollywood, elle est choisie en remplacement de Cybill Shepherd comme égérie pour L'Oréal. Elle apparaît alors dans les téléfilms Les Nouveaux Mousquetaires avec David Hasselhoff et Escale en Enfer avec Jeff Fahey et interprète la petite amie arriviste de Charlie Sheen dans Les Indians 2.
En 1993, Brian De Palma souhaite qu'elle joue le rôle principal féminin dans son film L'Impasse : elle refuse car elle devait apparaître seins nus dans une scène de striptease.
Fiancée à l'homme d'affaires Gavin O'Reilly (en), elle revient en Irlande pour fonder une famille, mettant sa carrière entre parenthèses.
Elle est contactée à la fin des années 1990 par Peter Jackson qui lui offre le rôle d'Éowyn dans Les Deux Tours et Le Retour du roi, deux films de sa trilogie Le Seigneur des anneaux. Enceinte, elle décline donc le rôle, qui revient à Miranda Otto.

### Depuis 2000
En 2003, après une interruption de presque dix années, Alison Doody revient à l'écran en interprétant son propre rôle lors d'une scène de remise de prix dans Les Acteurs, aux côtés de Michael Caine, Lena Headey, Michael Gambon et Miranda Richardson. L'année suivante, elle décroche le premier rôle, aux côtés de Patrick Swayze, dans la mini-série Allan Quatermain et la Pierre des ancêtres, adaptation du roman Les Mines du roi Salomon de Henry Rider Haggard.
En 2005, elle participe au court-métrage Benjamin's Struggle, sur le thème de l'Holocauste. Elle joue ensuite les guest stars dans des séries britanniques : Meurtres en sommeil en 2007 et The Clinic en 2009.
En octobre 2009, il a été annoncé qu'elle aurait le rôle principal féminin dans le remake de The Asphyx (en), un film d'horreur rétrofuturiste des années 1970, dont le projet est finalement abandonné. En 2011, elle obtient un rôle récurrent dans la série britannique Beaver Falls (en) et en 2017 elle joue dans le film dystopique Division 19 (en).
Depuis, Alison Doody tourne dans des productions confidentielles, toutes restant inédites en salles, sortant directement en vidéo à la demande, principalement au Royaume-Uni.

## Filmographie

### Cinéma
- 1985 : Dangereusement vôtre (A View to a Kill) de John Glen : Jenny Flex
- 1987 : L'Irlandais (A Prayer for Dying) de Mike Hodges : Siobhan Donovan
- 1988 : Taffin (en) de Francis Megahy : Charlotte
- 1989 : Indiana Jones et la Dernière Croisade (Indiana Jones and the Last Crusade) de Steven Spielberg : Elsa Schneider
- 1994 : Les Indians 2 (Major League II) de David S. Ward : Rebecca Flannery
- 2003 : Les Acteurs (The Actors) de Conor McPherson : elle-même
- 2010 : The Rapture de William Steel : Alison Hayes
- 2014 : We Still Kill the Old Way (en) de Sacha Bennett (en) : Susan Taylor
- 2016 : Broer de Geoffrey Enthoven : Grace
- 2017 : Division 19 (en) de S.A. Halewood : Neilsen
- 2019 : Muse de Candida Brady : Grace
- 2019 : The Rising Hawk de John Wynn et Akhtem Seitablaev : Rada
- 2022 : RRR de S. S. Rajamouli : Catherine Buxton

#### Courts métrages
- 2005 : Benjamin's Struggle de Jamie Breese : Katrina Stockhausen
- 2011 : Bill & Chuck de Lee Cronin : La mère

### Télévision

#### Séries télévisées
- 1988 : Monstres et Merveilles (The Storyteller) : Princesse Belle Chagrin
- 1988 : Echoes (en) : Caroline Nolan
- 1988 : Campaign : Alessandra Castorina
- 1991 : Selling Hitler (en) : Gina Heidemann
- 2004 : Allan Quatermain et la Pierre des ancêtres (King Solomon's Mines) : Elisabeth Maitland
- 2007 : Meurtres en sommeil (Waking the Dead) : Katherine Keane
- 2009 : The Clinic : Lucille / Mary Hougthon (4 épisodes)
- 2011 - 2012 : Beaver Falls (en) : Pam

#### Téléfilms
- 1985 : Prête-moi ta vie (Deceptions) de Robert Chenault et Melville Shavelson : Une serveuse
- 1987 : The Secret Garden (en) d'Alan Grint : Lilias
- 1987 : Harry's Kingdom de Robert William Young : Debbie
- 1989 : Women in Tropical Places de Penny Woolcock (en) : Celia
- 1991 : Duel of Hearts (en) de John Hough : Lady Caroline Faye
- 1992 : Les Nouveaux mousquetaires (Ring of the Musketeers) de John Paragon : Ann-Marie Athos
- 1994 : Escale en enfer (Temptation) de Strathford Hamilton : Lee Reddick